# Rothschildia condor
Rothschildia condor is een vlinder uit de onderfamilie Saturniinae van de familie nachtpauwogen (Saturniidae).
De wetenschappelijke naam van de soort is voor het eerst geldig gepubliceerd door Otto Staudinger in 1894.

## Synoniemen
- Rothschildia stuarti Rothschild & Jordan, 1901